# ناحیه راجرز، شهرستان فورد، ایلینوی
ناحیه راجرز (به انگلیسی: Rogers Township) یک منطقهٔ مسکونی در ایالات متحده آمریکا است که در شهرستان فورد، ایلینوی واقع شده‌است. ناحیه راجرز ۲۲۱ متر بالاتر از سطح دریا واقع شده‌است.